# Estação Chagas Dória
A Estação Chagas Dória é uma estação de trem localizada no município mineiro de São João del-Rei.

## Histórico
A parada Matosinhos foi inaugurada em 25 de maio de 1908. No mesmo ano, em agosto, a Câmara Municipal de São João del-Rei solicitou ao então diretor da EFOM, Francisco Manoel Chagas Dória, a construção de um ramal que partisse de Matosinhos até o balneário de Águas Santas. Com o pedido atendido, a Câmara do município, em 2 de junho de 1908, resolveu nomear a parada em Matosinhos, como Chagas Dória, bem como o largo da igreja próxima. Quando inaugurado o ramal, em 21 de março de 1910, um novo prédio com o mesmo nome da parada original estava em construção na linha nova, porque houve um grande aumento de demanda que acabou por culminar na construção de um prédio maior para a estação que foi inaugurado em 15 de abril de 1911.